# Wendlandia nitens
Wendlandia nitens är en måreväxtart som beskrevs av Nathaniel Wallich och George Don jr. Wendlandia nitens ingår i släktet Wendlandia och familjen måreväxter.
Artens utbredningsområde är Burma. Inga underarter finns listade i Catalogue of Life.